# Signe Fabricius
Signe Fabricius (født 1. maj 1971) er en dansk koreograf.
Fabricius er uddannet fra Stepz i 1992 og har sidet været danser og koreograf i adskillige opsætninger på danske teatre. Fra 1994 til 1999 var hun med i bandet Kid Creole and the Coconuts. Blandt hendes koreografier er Cabaret på Aarhus Teater i 2005 samt musicalsene Gasolin og West Side Story på Østre Gasværk Teater. Hun har endvidere medvirket i flere spillefilm som skuespiller.
Hun er gift med Kasper Holten. 

## Filmografi
- Olsen-bandens sidste stik (1998)
- Mirakel (2000)
- Halalabad Blues (2002)
- Askepop - the movie (2003)
- Der var engang en dreng (2006)